# D.J. Strawberry
Darryl Eugene "D.J." Strawberry (New York, 15. lipnja 1985.) američki je profesionalni košarkaš. Igra na poziciji bek šutera, a trenutačno je član francuskoga kluba Élan Béarnais Pau-Orthez.

## Karijera
Strawberry je tri sezone proveo na sveučilištu	Maryland, a u posljednjoj sezoni prosječno je postizao 14.9 ponea, 4.4 skoka, 3.5 asistencija i 2 ukradene lopte. Krajem sezone izabran je drugu najbolju obrambenu petorku All-ACC konferencije. Izabran je u 2. krugu (59. ukupno) NBA drafta 2007. od strane Phoenix Sunsa. 
28. kolovoza 2007. potpisao je dvogodišnji ugovor. U prosincu iste godine poslan je u razvojnu momčad D-League Albuquerque Thunderbirdsa. 25. kolovoza 2008., u razmjeni igrača zamijenjen je u Houston Rocketse za Seana Singletarya, međutim kasnije je otpušten od strane kluba. Krajem mjeseca odlazi u Europu i potpisuje za talijansku GMAC Bolognu. 

## NBA statistika

#### Regularni dio
| Godina      | Klub    | Odig. uta. | Uta. poč. | Min. | 2P%  | 3P%  | Sl. bac.% | Skok. | Asist. | Ukr. lop. | Blok. | Poena |
| ----------- | ------- | ---------- | --------- | ---- | ---- | ---- | --------- | ----- | ------ | --------- | ----- | ----- |
| 2007./2008. | Phoenix | 33         | 0         | 8.2  | .315 | .240 | .474      | .8    | .9     | .4        | .2    | 2.2   |
| Ukupno      |         | 33         | 0         | 8.2  | .315 | .240 | .474      | .8    | .9     | .4        | .1    | 2.2   |

#### Doigravanje
| Godina      | Klub    | Odig. uta. | Uta. poč. | Min. | 2P%  | 3P%  | Sl. bac.% | Skok. | Asist. | Ukr. lop. | Blok. | Poena |
| ----------- | ------- | ---------- | --------- | ---- | ---- | ---- | --------- | ----- | ------ | --------- | ----- | ----- |
| 2007./2008. | Phoenix | 1          | 0         | 5.0  | .000 | .000 | .000      | 1.0   | .0     | .0        | .0    | .0    |
| Ukupno      |         | 1          | 0         | 5.0  | .000 | .000 | .000      | 1.0   | .0     | .0        | .0    | .0    |

## Vanjske poveznice
- Profil  Arhivirana inačica izvorne stranice od 22. veljače 2009. (Wayback Machine) na Lega Basket Serie A
- Profil na Basketball-Reference.com
- Profil na Draft Express
- Profil na ESPN.com